# Kabupaten de Pandeglang
Le kabupaten de Pandeglang, en indonésien Kabupaten Pandeglang, est un kabupaten d'Indonésie situé dans la province de Banten.

## Géographie
Le kabupaten est bordé :
- Au  nord, par celui de Serang,
- À l'est, par celui de Lebak,
- Au sud, par l'océan Indien et
- À l'ouest, par le détroit de la Sonde.

## Histoire

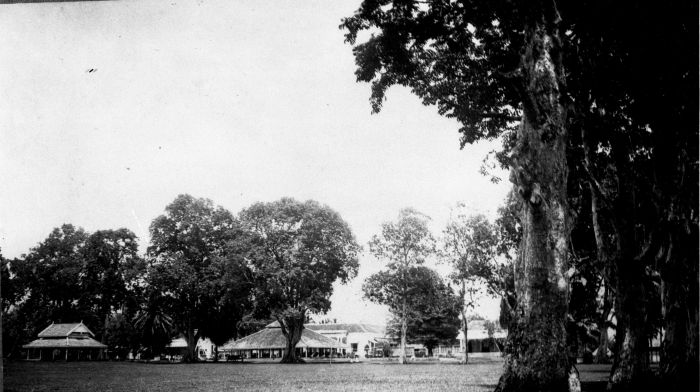
La demeure du regent de Pandeglang (1925)

Pandeglang faisait partie du sultanat de Banten. L'histoire de celui-ci est notamment marquée, au XVIIe siècle, par une résistance aux ambitions expansionnistes du Sultan Agung du royaume de Mataram, puis une hostilité aux Hollandais de la VOC (Compagnie néerlandaise des Indes orientales, installés à Batavia, ancienne place forte de Banten conquise en 1619 par ces derniers.
En 1780, sous le sultan Arifin, éclate un conflit pour le pouvoir. Les ulama souhaitaient pour souverain le prince Ratu Bagus Buang. Les Hollandais pensent résoudre le conflit en intrônisant le prince Pangeran Gusti. En fait, le dirigeant religieux Kyai Tapa et Ratu Bagus Buang prennent le maquis et font régner l'insécurité dans les régions de Bogor et du Priangan.
En 1809, les Hollandais décident de mettre fin au sultanat. Le sultan Muhammad transfère sa cour à Pandeglang.
Le gouvernement colonial hollandais crée le kabupaten de Pandeglang en 1848, avec R. T. A. Tjondronegoro comme premier bupati.

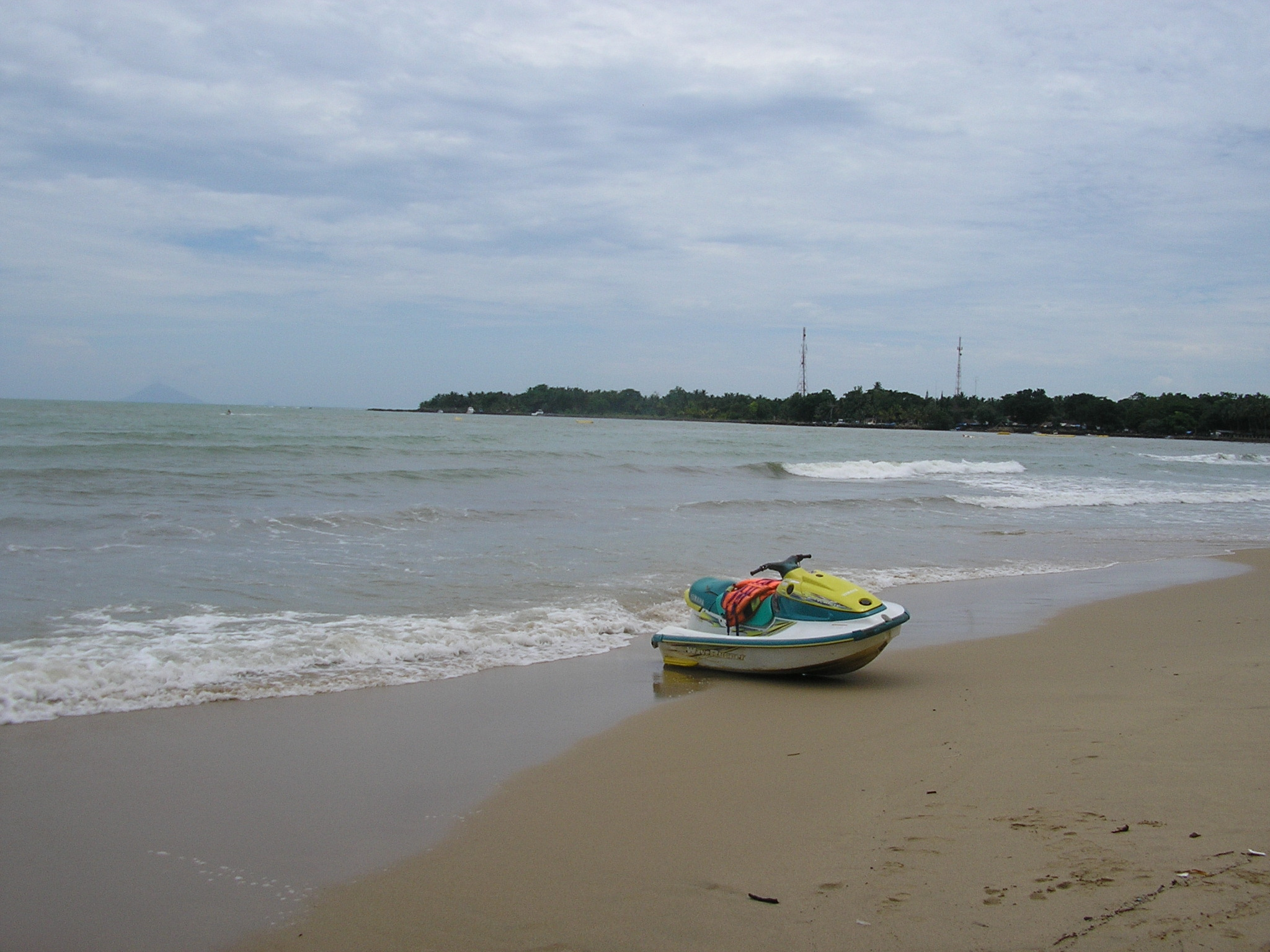
La plage de Carita

## Tourisme
Les plages de Pandeglang sont un lieu de villégiature apprécié des habitants de Jakarta, en particulier celle de Carita.
Le parc national d'Ujung Kulon se trouve dans le kabupaten.

## Démographie
| 1 085 000                                                        | 1 100 911 |
| Nombre retenu à partir de 2003 : Population sans doubles comptes |           |